# Anadenobolus lamprus
Anadenobolus lamprus är en mångfotingart som först beskrevs av Chamberlin 1943.  Anadenobolus lamprus ingår i släktet Anadenobolus och familjen Rhinocricidae. Inga underarter finns listade i Catalogue of Life.